# Аруба на Паралимпийских играх
Аруба на Паралимпийских играх впервые приняли участие в 2016 году на летних Играх в Рио-де-Жанейро. На зимних Играх делегация Арубы участия пока не принимала. Медалей на Играх спортсмены Арубы пока не завоевали.